# Amblytylus nasutus
Espèce
Amblytylus nasutus est une espèce d'insectes de l'ordre des hémiptères, de la famille des Miridae  et du genre des Amblytylus.
SynonymeAmblytylus affinis Fieber, 1864

## Répartition
Il est présent en Europe, dans le nord de l'Asie (Chine exclue) et en Amérique du Nord.